# Deroplia insignis
Deroplia insignis là một loài bọ cánh cứng trong họ Cerambycidae.